# Wjatscheslaw Jurjewitsch Besukladnikow
Wjatscheslaw Jurjewitsch Besukladnikow (russisch Вячеслав Юрьевич Безукладников; * 7. September 1968 in Swerdlowsk, Russische SFSR, Sowjetunion; † 10. Juli 2001 in Sofia, Bulgarien) war ein russischer Eishockeyspieler.

## Karriere
Von 1986 bis 1991 lief Besukladnikow für Awtomobilist Swerdlowsk auf. Dazwischen verbrachte er zwei Spielzeiten bei SKA Swerdlowsk. 1992 wechselte Besukladnikow zum HK Lada Toljatti. Mit Lada wurde der Angreifer 1994 und 1996 GUS-Meister. Zudem gewann er den Europapokal 1996.

### International
Für Russland nahm Besukladnikow an der Weltmeisterschaft 1994 teil. Zudem stand er im Aufgebot seines Landes bei den Olympischen Winterspielen 1994 in Lillehammer.